# Michałowice (powiat strzeliński)
Michałowice (niem. Michaelwitz) – wieś w Polsce położona w województwie dolnośląskim, w powiecie strzelińskim, w gminie Borów.

## Podział administracyjny
W latach 1975–1998 miejscowość należała administracyjnie do województwa wrocławskiego.

## Współczesność
We wsi znajdują się:
- szklarnia (pow. około 16 000 m²) z uprawą anturium; szklarnia funkcjonuje od 2003 roku; kwiaty stąd wysyłane są do wielu zakątków Polski, jak również do niektórych krajów Europy
- świetlica wiejska (budowę rozpoczęto w 1988 roku, niedokończony i zdewastowany budynek wymaga natychmiastowego remontu)
- krzyż granitowy wystawiony w 2000 roku w miejscu starego drewnianego
- warsztat samochodowy

W latach 2010–2011 zbudowane zostały chodniki, wraz z nowymi przystankami PKS wzdłuż drogi wojewódzkiej nr 395. Inwestycja obejmowały również wjazdy na posesje oraz prace melioracyjne.

## Demografia
Wieś liczy (III 2011 r.) sobie 83 mieszkańców.